# Husbands
Husbands is een Amerikaanse dramafilm uit 1970 onder regie van John Cassavetes.

## Verhaal
Het overlijden van een gemeenschappelijke vriend geeft drie getrouwde mannen van middelbare leeftijd te denken over hun leven. Ze besluiten om samen naar Londen af te reizen. Daar ontmoeten ze drie vrouwen in een casino.

## Rolverdeling
| Acteur             | Personage        |
| ------------------ | ---------------- |
| Ben Gazzara        | Harry            |
| Peter Falk         | Archie Black     |
| John Cassavetes    | Gus Demetri      |
| Jenny Runacre      | Mary Tynan       |
| Jenny Lee Wright   | Pearl Billingham |
| Noelle Kao         | Julie            |
| John Kullers       | Red              |
| Meta Shaw Stevens  | Annie            |
| Leola Harlow       | Leola            |
| Delores Delmar     | Gravin           |
| Eleanor Zee        | Mevrouw Hines    |
| Claire Malis       | Vrouw van Stuart |
| Peggy Lashbrook    | Diana Mallabee   |
| Eleanor Cody Gould | Zangeres         |
| Sarah Felcher      | Sarah            |